# Oloj
L'Oloj (in russo Оло́й?) è un fiume dell'estremo oriente russo, affluente di destra dell'Omolon (bacino idrografico della Kolyma). Scorre nel Bilibinskij rajon della Čukotka.
Oloy è formato dalla confluenza dei fiumi Levyj Oloj e Pravyj Oloj e scorre dai monti Uš-Urėkčen dal versante settentrionale dei monti della Kolyma. Si dirige dapprima verso nord, curvando poi decisamente in direzione ovest-nordovest; scorre per tutto il suo percorso in ambiente montano, costeggiando i monti dell'Oloj, tagliando una valle dapprima piuttosto stretta che si allarga progressivamente a mano a mano che si procede verso il basso corso. Ha una lunghezza di 414 km (con il Levyj Oloj di 471 km), il bacino misura 23 100 km². Il suo maggior affluente, da sinistra, è l'Andylivan (lungo 118 km). Il fiume è gelato, mediamente, dai primi di ottobre a fine maggio.
Non incontra alcun centro abitato di rilievo, dal momento che attraversa una zona pressoché spopolata.